# ジャムカ
ジャムカ（J̌amuqa、? - 1205年）は、モンゴル帝国以前のモンゴル部の首長および武将。グル・カン（Gür qan）とも称した。モンゴル帝国を創設したチンギス・カン（テムジン）のライバルであったが敗れた。現代モンゴル語（Жамуха）の発音に近いジャムハとも記される。

## 経歴
ジャムカは、ジャダラン氏（あるいはジャジラト氏）の出身である。ジャダラン氏はモンゴル部に属するとされるが、『元朝秘史』によるとその祖のジャジラダイは、チンギス・カンの伝説的な祖先のひとりでボルジギン氏の始祖であるボドンチャルが娶った時には既に身重の状態であった妻ウリャンカダイの生んだ子とされており、モンゴル部のカンを輩出したボルジギン氏とは伝説上の血統でもきわめて疎遠である。また、ジャジラダイからジャムカまでの世代数を数えると5世代であるにもかかわらず、ジャジラダイの義父のボドンチャルからチンギス・カンまでの間には11世代が数えられ、世代数がまったく整合しない。ジャダランの名は、『遼史』にも独立した集団として見え、もともと高原北西部のかなり強大な集団であったものが、次第に衰亡してボルジギン氏に従属するようになり、モンゴル部の中に取り込まれたものとみられる。
伝説的な記録によれば、ジャムカは幼少の頃、後にチンギス・カンとなるテムジンと遊んだ友人であり、盟友（アンダ）の誓いを結んだ。しかしその後、高原北部の有力部族のメルキトの勢力が強まってモンゴル部はメルキトに討たれ、ジャムカは長らく抑留されたが、メルキトから解放されるとモンゴル部に帰り、その有力者となった。
テムジンがモンゴル部の有力な指導者のひとりとして台頭してくると、再び盟友の誓いを確認してその同盟者となった。『元朝秘史』は、ジャムカとテムジンが盟友の誓いをしたのはテムジンの妻のボルテがメルキトに奪われ、その奪還のためメルキトに復讐戦をしかけたためとするが、この戦いは『元朝秘史』にしか記されていない。
いずれにせよ、テムジンとジャムカは同盟して隣接しあって遊牧生活を送っていたが、あるときジャムカの一族の者がテムジン配下の遊牧民の家畜を密かに略奪しようとして、家畜を管理するテムジンの隷属民によって射殺される事件が起こった。この事件の結果、テムジンとジャムカの関係は冷え込み、テムジンはジャムカの牧地から離脱した。さらに、テムジンの属するキヤト氏族の首長たちが、テムジンをカンに推戴したので、これを妬んだジャムカとテムジンの間の決裂は決定的となり、ジャムカはボルジギン氏の直系であるキヤト氏の同族にあたる有力氏族のタイチウト氏の側に走った。キヤトはモンゴル部の初代カン、タイチウトは第2代カンをそれぞれ始祖とするモンゴル部内の有力氏族であり、お互いにライバル関係にあった。
ジャムカはタイチウト氏族およびマングトなどその同盟氏族を動員し、キヤト氏族およびその同盟氏族を結集したテムジンと戦った（十三翼の戦い）。この戦いでジャムカは捕虜としたテムジン側の将兵70人を釜茹での刑に処した。この刑の後に、ジャムカとタイチウト氏に対して不満を持ち失望した同盟氏族の首長たちは、続々とテムジンの陣営に投じた。
十三翼の戦いの後、ジャムカの勢力は次第に力を失っていったが、一方のテムジンは内紛によりカン位を追われたケレイト部のオン・カンを助けてケレイトのカンに復帰させ、ついにオン・カンと同盟してタタル部、ナイマン、メルキトなどモンゴル高原周縁部の諸部族との戦いに乗り出して急速に勢力を拡大していった。タイチウトはメルキトと同盟してテムジンにあたったが、1200年にテムジンとオン・カンの連合軍に敗れた。
1201年、テムジンの勢力拡大を恐れたモンゴル東方の諸氏族は、高原東部の有力部族タタルと同盟を結び、ジャムカを指導者に推戴してテムジンとオン・カンと戦うことにした。ジャムカはこのときカンに即位し、グル・カン（「強大なるカン」の意）と称した。しかし、同盟に加わったコンギラト部族の首長のひとりデイ・セチェンは、テムジンの妻ボルテの実父であったことからこの同盟結成の事実をテムジンに密報し、テムジンは同年のうちにジャムカを打ち破って高原東方を平定した。
逃れたジャムカは、密かにオン・カンの子でテムジンをこころよく思っていないイルカ・セングンと連絡を取り、オン・カンとテムジンの離間を謀った。1202年、ジャムカはセングンとともにケレイトの営中でテムジンを暗殺する計画をめぐらせたが、テムジンに察知されて失敗した。1203年、オン・カンはテムジンとの同盟を破棄してモンゴル部を破るが、テムジンは同年のうちに勢力を取り戻してオン・カンと戦って、ケレイトを滅ぼした。
ジャムカは西方のナイマンまで逃れ、テムジンの勢力拡大を恐れたナイマンのタヤン・カンをテムジンとの決戦に導いた。しかし、タヤン・カンは大敗を喫して戦死し、ジャムカはさらにメルキトのもとに逃れた。テムジンはジャムカを追撃してメルキトを破ってジャムカを捕らえた。
『元朝秘史』によれば、ジャムカを捕え引き渡したのは共に逃亡生活を送っていた5人の部下であり、テムジンは主君を裏切った不忠に激怒し、彼らを一族共々処刑するよう命じたという。その後、テムジンは旧交を思ってジャムカに助命を持ちかけたが、ジャムカは決然としてテムジンの軍門に下ることを拒否し、「血を流さずに殺してくれ、死後、我が魂はお前の子孫達を末永く護る事になるだろう。」と告げたためテムジンはそれを容れ、血を流さない方法によって処刑して手厚く葬ったとされる。

## 「西遼派」としてのジャムカ
近年の研究では、12世紀末のモンゴル高原では東の金朝と西の西遼がそれぞれ影響を及ぼしており、モンゴル、ケレイト、タタル、ナイマンといった有力部族間の抗争は金と西遼という二大大国の代理戦争という側面を有していたとことが明らかにされている。そして、テムジンとジャムカこそがモンゴル高原東方における「金朝派」と「西遼派」の代表的人物であったと考えられている。
1196年、テムジンはそれまで「西遼派」であったケレイト部のトオリルを「金朝派」に引き込み、金朝軍・モンゴル軍・ケレイト軍の3軍合同によって「オルズ河の戦い」でタタル部に勝利した。この戦いの功績によってトオリルとテムジンはそれぞれ「オン・カン」と「ジャウト・クリ」という称号を金朝から与えられ、金朝との関係を更に深めた。
金朝との友好関係を確立したケレイト−モンゴル同盟（「金朝派」同盟）は周辺諸部族を討伐して勢力を拡大し、モンゴル高原東方では「金朝派」が優勢になりつつあった。これに対し、モンゴル高原東方の「西遼派」が結集して行われたのが、1201年の「ジャムカのグル・カン推戴」であったと考えられている。実際に、この時ジャムカを推戴したコンギラト、カダキン、サルジウトといった諸部族はかつて西遼の創始者耶律大石を助けた諸部族でもあり、また「グル・カン」という称号も西遼皇帝の称号を意識したものと考えられている。
また、『金史』には1196年〜1199年頃に「障葛」という人物が金朝の辺境を攻撃したことが記されているが、この人物はジャムカであり、この軍事行動は1196年の「オルズ河の戦い」における「金朝派」の拡大に対する報復行為であると考えられている。

## ジャムカが登場する作品

### 映画
- 『成吉思汗』（1943年、大映京都撮影所、演：北竜二）
- 『征服者』（1955年、アメリカ、演：ペドロ・アルメンダリス）
- 『ジンギス・カン』（1965年、アメリカ・イギリス・西ドイツ・ユーゴスラビア合作 監督：ヘンリー・レヴィン、演：スティーヴン・ボイド）
- 『チンギス・ハーン』（1992年、モンゴル、演：ツェベグミディン・トムルバートル）
- 『蒼き狼 チンギス・ハーン（英語版）』（1998年、中国）
- 『蒼き狼 〜地果て海尽きるまで〜』（2007年、松竹、演：平山祐介）
- 『モンゴル』（2007年、東映/ティ・ジョイ、演：スン・ホンレイ）
- 『ライジング・ロード 男たちの戦記（ロシア語版）』（2009年、ロシア・モンゴル・アメリカ合作）
- 『戦神紀 チンギス・ハーン戦記（中国語版）』（2018年、中国、演：リー・クワンジェ）

### テレビドラマ
- 蒼き狼 成吉思汗の生涯（1980年、日本、原作：井上靖、演：若林豪）
- チンギス・ハーン（2000年、中国、演：趙恒煊）

### 漫画
- ハーン -草と鉄と羊-（2018年、『モーニング』（講談社） 2・3合併号 - 2020年12号）

### 小説
- チンギス紀（著：北方謙三）（集英社、2018年 - ）

### その他
- この恋は雲の涯まで（1973年、宝塚歌劇団花組、演：松あきら）
- この恋は雲の涯まで（1973年、宝塚歌劇団星組、演：水代玉藻）
- この恋は雲の涯まで（1992年、宝塚歌劇団雪組、演：古代みず希）
- 草原の恋歌〜若き日のジンギスカン（1997年、明治座、演：津嘉山正種）
- ジンギスカン〜わが剣、熱砂を染めよ〜（2008年、日本・モンゴル親善特別公演、演：榎木孝明）
- 蒼き狼と白き牝鹿・元朝秘史（光栄）